# Пинчешть (комуна, Нямц)
Пинчешть, Пинчешті (рум. Pâncești) — комуна у повіті Нямц в Румунії. До складу комуни входять такі села (дані про населення за 2002 рік):
- Патрікень (176 осіб)
- Пинчешть (706 осіб)
- Телпелей (170 осіб)
- Холм (212 осіб)
- Чуря (320 осіб)

Комуна розташована на відстані 286 км на північ від Бухареста, 59 км на схід від П'ятра-Нямца, 43 км на південний захід від Ясс.

## Населення
У 2009 року у комуні проживали 1505 осіб.

## Зовнішні посилання
- Дані про комуну Пинчешть на сайті Ghidul Primăriilor